# Eilao
Eilao és un conceyu i una parròquia del Principat d'Astúries. Limita al nord amb Bual, al sud amb Pezós i Samartín d'Ozcos, a l'est amb Bual, Villayón i Allande i a l'oest amb Vilanova d'Ozcos i Castropol.
És un dels municipis d'Astúries als quals es parla gallec.

## Història

### Edat Antiga
Les seves restes més antigues es remunten a la prehistòria neolítica, així s'han catalogat més de dues desenes de túmuls en la zona de la serra de Carondio i no lluny d'aquí està el famós dolmen d'Entrerríos. Aquesta estructura és coneguda com la Llastra de Filadoira en 1962 va ser inspeccionada descobrint que faltaven algunes pedres verticals. De la seva època castrenya s'han localitzat dos emplaçaments. El Castelón, amb una arquitectura urbanística que àdhuc es percep encara que estigui sepultada en part pel terreny, i Los Castelloes a Hevia. El primer castro sí que és atribuït al poble galaic, però el segon no sembla clar si eren galaics o àsturs els pobles que ho van habitar. De la dominació romana es posen en relació amb l'explotació de les mines auríferes que eren molt abundants en la comarca.

### Edat mitjana i moderna
L'edat mitjana, està marcada per l'activitat de les institucions eclesiàstiques que van introduir les maneres de relació feudal. Es funda el monestir de Vilanova d'Ozcos que a poc a poc incrementa el seu domini patrimonial i va incloure les localitats d'Eilao, Xío, Zadamoño i Buyaso. Amb el temps es va configurar un gran conceyu pertanyent al bisbat amb capital a la pobla de Castropol. Amb la desamortització de Felip II, Eilao va independentitzar-se de Castropol, això es va portar a terme per la redempció pagada pels mateixos veïns, valorada en 6.323.766 maravedins. Així es va alliberar de la dominació de la mitra i passar a la jurisdicció ordinària.
Al segle xviii, té una economia basada en el sector agropecuari. Es fa una renovació de les ordenances del conceyu. D'aquesta època hi ha una bona documentació cadastral on es detallen tots els béns que tenia el conceyu des de la quantitat de caps de bestiar fins als molins per moldre el gra. Aquest cadastre està fet pel marquès de l'Ensenada.

### Edat contemporània
Del segle xix destaca la desamortització de Mendizábal, en la qual es van vendre els béns de l'església. A part d'aquesta circumstància històrica, el conceyu d'Eilao es manté sense grans canvis o convulsions en les seves estructures socioeconòmiques i administratives.

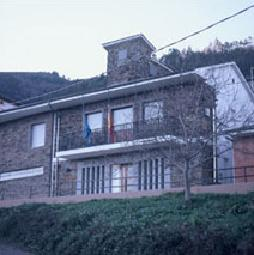
Ajuntament de Eilao

Al segle xx destaca la construcció del salt de Doiras per part d'Electra del Viesgo el 1929-1933. Serà el primer de la ruta del kilowatt del riu Navia. Les seves obres provoquen un augment demogràfic però a partir dels setanta hi ha un brutal èxode rural que va empobrir el municipi, ja que no va aconseguir les expectatives d'ocupació que s'esperava.

## Geografia
Té una població de 526 habitants i els seus principals nuclis de població per nombre d'habitants són: Zadamoño, Eilao capital, A Montaña, Sarzol, i El Villar de Buyaso. La seva principal via de comunicació és l'AS-12 que creua el conceyu de sud a nord. Està a una distància de la capital del Principat, Oviedo, de 168 quilòmetres. La seva orografia pren com eix el curs fluvial del riu Navia, el seu marge dret té cims com A Bobia que és el seu sostre amb 1.162 metres. Altres altures són: A Vega, O Corrello, A Camposta i Cabanastaxide. En el seu marge esquerre estan les serres de Riodecoba i Estela, pic de Bustelo i Cristaleira. El seu clima és oceànic propi de la zona cantàbrica, humit i fred en les altes serres i muntanya i temperat en les zones baixes.
La xarxa hidrogràfica està marcada pel Navia que la travessa de sud a aquest. Els seus afluents més importants són el Cartelo, Entrerríos, El Pato, i el Ciyúa. L'aigua en aquest conceyu és un factor de producció essencial, quedant embassat a Doiras. El seu paisatge és un dels menys deteriorats en relació amb els conceyu veïns, tal vegada per la seva falta d'indústria i la seva baixa demografia. Ha tingut un gran factor de desforestació degut en part als seus sòls febles i poc consistents tenint com a conseqüència una gran quantitat de matolls, si bé encara és possible albirar bedolls, roures, sureres i avellaners.

## Parròquies
El conceyu d'Eilao està format per 5 parròquies rurals: 
- Buyaso
- Xío
- Eirías
- Eilao
- A Ronda

## Evolució demogràfica
Les seves poblacions estan marcades per l'orografia del terreny, ja que el seu caràcter accidentat i la profunditat de les valls fa que l'hàbitat es localitzi a mitjan vessant i en el marge esquerre del riu, que és on es localitza la capital. La seva economia està ancorada en la tradició agrària. Va perdre població durant gairebé tot el segle xix, però va accelerar entre 1960 i 1981 quan va perdre més de la meitat dels seus habitants. El 1991 només remonien 735 habitants, que es van comptabilitzar en l'últim cens de 1995. La població està molt envellida, ja que una de cada tres persones té més de 60 anys i solament el 18% arriba als 20 anys. És el resultat de l emigració cap a Ultramar coincidint amb la crisi que va acabar en la Guerra Civil i més tard als països desenvolupats del nord i el centre d'Europa.

## Economia
A causa de tot això el seu piràmide de població té un gran desfasament marcat en el seu sector econòmic. Aquest es basa principalment en el sector primari i dintre d'aquest especialment en l'agricultura i la ramaderia en part degut al fet que la seva població es dedica al cultiu de subsistència. Va tenir un moment àlgid però va anar solament de curt temps quan es va construir la presa de Doiras que fixa els seus efectius demogràfics però d'una manera molt temporal, ja que no va complir les expectatives sorgides entorn de la creació d'ocupació i desenvolupament local.

## Política
Al conceyu d'Eilao, des de 1979, el partit que més temps ha governat han estat el PSOE, que ho fa des de l'any 1983 (vegeu llista d'alcaldes d'Eilao). Des de 1987, n'és Leandro López, qui governa des de 1987.
|      | PSOE | PP | Altres | Total |
| ---- | ---- | -- | ------ | ----- |
| 2003 | 5    | 2  | 0      | 7     |
| 2007 | 5    | 2  | 0      | 7     |